# FMA IA 62
FMA IA.62 — военный учебно-тренировочный самолет, разрабатывавшийся в Аргентине в конце 1970-х годов.

## Разработка
Самолёт был разработан Fabrica Militar de Aviones (FMA) в ответ на запрос ВВС Аргентины о замене ее учебно-тренировочных самолетов Beech B-45 "Mentor", которые тогда находились на вооружении. Новый самолет должен был совмещать свою основную роль основного учебно-тренировочного самолета с второстепенными функциями разведчика и легкого штурмовика.
В результате получился свободнонесущий моноплан с низкорасположенным крылом и убирающимся трехопорным шасси. Пилот и инструктор должны были сидеть тандемом под длинным куполом купола, а в качестве силовой установки был выбран турбовинтовой двигатель Turbomeca Astazou.
Масштабная модель была представлена на Парижском авиасалоне 1978 года, но вскоре после этого проект был отменен.

## Технические характеристики (согласно проекту)
Общие характеристики
Экипаж: двое, пилот и инструктор.
Длина: 11,30 м (37 футов 1 дюйм)
Размах крыльев: 10,53 м (34 фута 7 дюймов)
Высота: 3,45 м (11 футов 4 дюйма)
Площадь крыла: 19,4 м2 (209 кв. футов)
Вес пустого: 1460 кг (3220 фунтов)
Полная масса: 2528 кг (5573 фунта)
Силовая установка: 1 × Turbomeca Astazou XIV F, 405 кВт (543 л.с.)
Производительность
Максимальная скорость: 412 км/ч (256 миль в час, 222 узла)
Дальность действия: 1080 км (670 миль, 580 миль)
Практический потолок: 6750 м (22 150 футов)
Вооружение
2 фиксированных 7,62-мм пулемета, стреляющих вперед, в крыльях
одноразовые магазины на двух подкрыльевых узлах подвески